# Csarnóta
Csarnóta é um município da Hungria, situado no condado de Baranya. Tem 5,33 km² de área e sua população em 2019 foi estimada em 140 habitantes.